# The Accountant of Auschwitz
The Accountant of Auschwitz (deutsch Der Buchhalter von Auschwitz) ist ein kanadischer Dokumentarfilm aus dem Jahr 2018.

## Handlung
Der Dokumentarfilm behandelt das Gerichtsverfahren im Jahre 2015 in Lüneburg gegen den SS-Unterscharführer Oskar Gröning, der von 1942 bis 1944 im Konzentrations- und Vernichtungslager Auschwitz in der Standortverwaltung in der Gefangen-Eigentumsverwaltung tätig war. Gröning wurde angeklagt, zwischen dem 16. Mai 1944 und dem 11. September 1944 wissentlich Beihilfe zum vorsätzlichen Mord durch Gräueltaten und grausame Tötungen in mindestens 300.000 Fällen geleistet zu haben. Lüneburg war Prozessort, weil dort der Wohnsitz von Gröning war und man nach deutschem Recht ortsnah zu seinem Wohnort angeklagt werden muss. Das Gerichtsverfahren machte internationale Schlagzeilen, weil Oskar Gröning sich als einer der wenigen zu den Anschuldigungen vor Gericht geäußert hatte, so zum Beispiel in einem Interview mit der BBC aus dem Jahre 2005.

“I see it as my duty now, at my age, to face up to the things that I witnessed, and to oppose the Holocaust deniers who claim that Auschwitz never happened. I want to tell those deniers, ‘I have seen the crematoria. I have seen the burning pits. And I want you to believe me that these atrocities happened… I was there.’”

„Ich sehe es als meine Pflicht an, mich jetzt, in meinem Alter, den Dingen zu stellen, die ich erlebt habe, und mich den Holocaust-Leugnern entgegenzustellen, die behaupten, Auschwitz habe nie stattgefunden. Ich möchte diesen Leugnern sagen: ‚Ich habe die Krematorien gesehen. Ich habe die Verbrennungsgruben gesehen. Und ich möchte, dass Sie mir glauben, dass diese Gräueltaten stattgefunden haben... Ich war dort.‘“

Interviewt werden [Reihenfolge nach Auftritt und Beschreibung im Nebensatz laut Dokumentarfilm]:
- Bill Glied (1930–2018), Auschwitzüberlebender, dem der Dokumentarfilm gewidmet ist
- Hedy Bohm, Auschwitzüberlebende und Mitkläger
- Thomas Walther, Anwalt der Mitkläger
- Kai Feldhaus, Journalist,
- Einzelne nicht namentlich genannte Anwohner
- Hans-Jürgen Brennecke und Astrid Steinert, Aktivisten bei der Antifa,
- Ursula Haverbeck und Thomas Wulff, Holocaustleugner
- Eva Mozes Kor, Auschwitzüberlebende (Überlebende der Zwillingsforschung des Lagerarztes Josef Mengele) und Mitklägerin
- Alan M. Dershowitz, Rechtsprofessor und Emeritus der Harvard University
- Benjamin Ferencz, Ermittler von Kriegsverbrechen bei der US Army während des Zweiten Weltkrieges und leitender Staatsanwalt bei den Einsatzgruppen-Prozess
- Eli Rosenbaum, former director DOJ office of special investigations, Rebecca Wittmann, Chair, Department of historical studies university of Toronto
- Edith Raim, Autorin von Nazi Crimes against Jews and German post-war Justice
- Peter Singer, Professor of Bioethics at Princeton University,
- Efraim Zuroff, Direktor des Simon Wiesenthal Center in Jerusalem
- Lawrence Douglas, Juraprofessor am Amherst College
- Eliahu Rosenberg, Überlebende von Treblinka
- Thomas Walther, lead Investigator im Demjanjukfall,
- Kirsten Goetze, Staatsanwältin
- Jens Rommel, Direktor der Zentralen Stelle der Landesjustizverwaltungen zur Aufklärung nationalsozialistischer Verbrechen
- Jeff Ansell, ehemaliger Journalist und „Nazijäger“
- Hans Holtermann, Grönings Anwalt
- Heinrich Rothmann, Anwalt der Mitkläger
- Max Eisen, Auschwitzüberlebender und Mitkläger.

Daneben werden genannt und behandelt: Der Kommandant des KZ-Auschwitz Rudolf Höß und die Gerichtsprozesse um John Demjanjuk (in Israel 1990 (siehe auch: Ivan The Terrible bzw. Iwan Martschenko) und in München 2009), Adolf Eichmann (siehe: Eichmann-Prozess), Simon Wiesenthal und Haralds Puntulis sowie Josef Mengele.
Gröning wurde zu einer vierjährigen Freiheitsstrafe verurteilt und verstarb nach mehreren juristischen Nachfolgeprozessen im März 2018 noch vor Antritt der Strafe. Seit des Gröningsurteils wurden bis zur Dokumentarfilmerscheinung acht ehemalige SS-Offiziere verurteilt, die Anklage von 19 weiteren wird überprüft, worunter der Jüngste 92 ist.

## Titel
Der englische Titel spielt darauf an, dass Gröning in einem Nachkriegsprozess vor dem Landgericht Duisburg gegen einen SS-Mann, der direkt an der Ermordung von KZ-Häftlingen beteiligt war, als Zeuge geladen wurde. Zum damaligen Zeitpunkt galt Gröning selbst als juristisch unschuldig und war nicht unter Anklage. Die Presse gab ihm den Beinamen „Buchhalter von Auschwitz“.

## Auszeichnungen
Der Film feierte seine Premiere am 29. April 2018 beim Hot Docs Canadian International Documentary Festival und lief später kurz im Kino, bevor er auf Documentary Channel und Netflix ausgestrahlt wurde. Zudem wurde bei den 8. Canadian Screen Award 2020 mit vier Canadian Screen Awards ausgezeichnet: Best History Documentary Program or Series, Best Editorial Research (Ricki Gurwitz), Best Visual Research (Ricki Gurwitz) und Best Music in a Non-Fiction Program or Series (Ken Myhr). Er wurde auch für Best Editing in a Documentary Program or Series (Ted Husband) und Best Direction in a Documentary Program (Shoychet) nominiert.

## Filmzitate
„Freispruch oder was, ich weiß es nicht.“

“He told what really happened, what he experienced during the time in Auschwitz. Most of them tell some lies what they did during that time, but Mr. Gröning told the reality. He told the truth about his time and that was really special.”

„Er hat erzählt, was wirklich passiert ist, was er während der Zeit in Auschwitz erlebt hat. Die meisten erzählen Lügen, über das, was sie in dieser Zeit getan haben, aber Herr Gröning hat die Wahrheit erzählt. Er erzählte die Wahrheit über seine Zeit und das war wirklich etwas Besonderes.“

BBC-Reporter: "You were part of the largest killing factory in history. You were working there. You personally contributed to the killing of around 1 million people. Don't you think you should have stood trial?" („Sie waren Teil der größten Tötungsfabrik der Geschichte. Sie haben dort gearbeitet. Sie waren persönlich an der Ermordung von etwa einer Million Menschen beteiligt. Meinen Sie nicht, dass Sie vor Gericht hätten stehen sollen?“)
Oskar Gröning: "No, I don't think so. You imply with your question that just being a member of a large group of people who lived in a garrison where the destruction of the Jews took place is enough to make you a criminal. ("Nein, das glaube ich nicht. Sie implizieren mit ihrer Frage, dass allein die Zugehörigkeit zu einer großen Gruppe von Menschen, die an einem Truppenstandort lebten, in der die Vernichtung der Juden stattfand, ausreicht, um einen zu einem Verbrecher zu machen.")
Richter Franz Kompisch: "Did you ever think about who all these possessions belonged to?" („Haben Sie jemals darüber nachgedacht, wem all diese Besitztümer gehörten?“)
Oskar Gröning: "They belonged to the State. The Jews had given them up to us." („"Sie gehörten dem Staat. Die Juden hatten sie uns überlassen.“)
Richter Franz Kompisch: "Was there a reason for that?" („Gab es einen Grund dafür?“)
Oskar Gröning: "Yes, they no longer needed them." („Ja, sie benötigten diese nicht länger.“)

“I'd say in 1945 there were probably around 800,000 members of the SS and that's what we're dealing with. The Germans between 1947 and up to the present investigate over 100,000 of the people, of those  they bring about 6,200 to trial, of that the convictions for perpetrating murder is 124. 124 life sentences of over 6,000 people tried.”

„Ich würde sagen, 1945 gab es wahrscheinlich etwa 800.000 Mitglieder der SS, und das ist es, womit wir es zu tun haben. Die Deutschen ermittelten zwischen 1947 und heute gegen über 100.000 dieser Personen, von denen sie etwa 6.200 vor Gericht stellten, von denen 124 wegen Mordes verurteilt wurden. 124 lebenslängliche Verurteilungen von über 6.000 Angeklagten.“

“It's difficult to say what good can be done by punishing for a crime they committed 70 years ago. The further question I think has to be raised because of the time period is if you punish a man of 93 for something that he did when he was 23, are you still punishing the person who did the crime? Everything about him, in terms of what makes one a criminal has changed, he was grown up in a family that was very nationalist, he absorbed the ideology of the Nazis as a teenager or young man and joined the Hitler Youth, then volunteered to the SS. So we're, in a way, punishing someone for what a different person, a different personality, somebody with different characteristics did.”

„Es ist schwer zu sagen, was durch die Bestrafung für ein Verbrechen, das vor 70 Jahren begangen wurde, Gutes getan werden kann. Die weitere Frage, die sich meiner Meinung nach aufgrund des Zeitraums stellt, ist, wenn man einen 93-jährigen Mann für etwas bestraft, das er mit 23 Jahren begangen hat, bestraft man dann immer noch die Person, die das Verbrechen begangen hat? Alles an ihm, was ihn zu einem Verbrecher macht, hat sich geändert: Er wuchs in einer sehr nationalistischen Familie auf, nahm als Teenager oder junger Mann die Ideologie der Nazis in sich auf, trat der Hitlerjugend bei und meldete sich dann freiwillig zur SS. Wir bestrafen also in gewisser Weise jemanden für das, was eine andere Person, eine andere Persönlichkeit, jemand mit anderen Eigenschaften getan hat.“

“All this is happened now because it is doable now, 40 years, 50 years ago it was far from doable.”

„All dies geschieht jetzt, weil es jetzt machbar ist, vor 40 oder 50 Jahren war es fast undenkbar.“

## Drehorte
- Museum Auschwitz-Birkenau
- Lüneburg
- Palm Beach County, Florida, USA
- Zentrale Stelle der Landesjustizverwaltungen zur Aufklärung nationalsozialistischer Verbrechen in Ludwigsburg

## Musik
- Die Holzauktion (Im Grunewald, im Grunewald ist Holzauktion) von Franz Meissner (1892), gespielt von Rudolf Scherfling, Egon Kaiser & sein Orchester
- Cadeverous von Ryan Shore
- Die Hochzeit des Figaro (Ouvertüre) von Wolfgang Amadeus Mozart, gespielt von Julian Gallant, Jeff Meegan, David Tobin und Rob Kelly